# Till Death Do Us Part (album de Deicide)
Pour les articles homonymes, voir Till Death Do Us Part.
Albums de Deicide
Doomsday L.A.
(2007) To Hell with God
(2011)
Till Death Do Us Part est le neuvième album studio du groupe de death metal américain Deicide, sorti le 28 avril 2008 sous le label Earache Records.
L'illustration de la pochette de l'album a été inspirée du tableau "La Mort et la Vierge" de Hans Baldung, peint entre 1518 et 1520.
Il y a un jeu de mots entre le premier titre de l'album, The Beginning of the End ("le début de la fin"), et le dernier titre, The End of the Beginning ("la fin du début"). Les deux titres sont des instrumentaux.

## Musiciens
- Glen Benton – basse, chant
- Jack Owen – guitare
- Ralph Santolla – guitare
- Steve Asheim – batterie

## Liste des morceaux
| 1.    | The Beginning of the End (instrumental) | 3:40 |
| 2.    | Till Death Do Us Part                   | 4:14 |
| 3.    | Hate of All Hatreds                     | 3:53 |
| 4.    | In the Eyes of God                      | 4:53 |
| 5.    | Worthless Misery                        | 4:59 |
| 6.    | Severed Ties                            | 4:01 |
| 7.    | Not as Long as We Both Shall Live       | 5:05 |
| 8.    | Angel of Agony                          | 3:29 |
| 9.    | Horror in the Halls of Stone            | 6:24 |
| 10.   | The End of the Beginning (instrumental) | 1:40 |
| 42:15 |                                         |      |